# 1872 год в театре
1872 год в театре

## Деятели театра

### Родились
- 3 (15) января, Тверская губерния — Юрий Юрьев, актёр и педагог, артист (1893—1917) и руководитель (1922—1928) Александринского театра, один из создателей БДТ им. Горького.
- 1 февраля, Саутуик, Сассекс — Клара Батт, британская певица (контральто).
- 4 апреля, Ним — Анри Батайль, французский поэт, драматург и художник.
- 26 мая (7 июня), Ярославль — Леонид Собинов, певец (лирический тенор), крупнейший представитель русской классической вокальной школы.
- 15 июня, Анклам, Пруссия — Йоханна Агнес Гадски, немецкая оперная певица.
- 19 (31) августа 1872, Лигово под Петербургом — Матильда Кшесинская, балерина и педагог, солистка Мариинского театра в 1890—1917 годах.
- 11 (23) сентября, Галиция, Австро-Венгрия — Соломия Крушельницкая, оперная певица и педагог.
- Галиция, Австро-Венгрия — Берта Калиш,  украинско-еврейско-американская актриса.